# Danilo Dolci
Danilo Dolci, född 28 juni 1924 i Sežana i nuvarande Slovenien, död 30 december 1997 i Trappeto på Sicilien, var en italiensk socialreformator, pedagog och författare. 

## Biografi
Danilo Dolci föddes i en medelklassfamilj 1924 i den då italienska staden Sesana, nuvarande Sežana i Slovenien, strax utanför Trieste. Modern var slovenska och fadern italienare. Dolci blev tidigt intresserad av musik, litteratur och av världsreligionerna. I Milano studerade han arkitektur men avbröt studierna 1949, när han var nästan klar. Han vistades vid den kristna kommuniteten Nomadelfia i Toscana i två år där han arbetade med föräldralösa barn.
1952 flyttade han till byn Trappeto på Sicilien, en by i ett område med starkt maffiainflytande. Dolcis far hade i sin ungdom varit stationsinspektor i byn. Där gifte Danilo sig med en änka efter en fiskare. Hon hade fem barn och paret fick med tiden även fem gemensamma barn. På Sicilien hoppades Danilo Dolci dels få möjlighet att studera antik arkitektur, dels på något sätt kunna arbeta för att lindra den nöd som fanns. Han visste att Trappeto var fattigt, men överväldigades ändå av den misär och uppgivenhet han mötte. Hans första reaktion blev att samla in pengar till hjälp åt de fattiga och de sjuka och att starta ett litet hjälpcenter.
En avgörande händelse var när Dolci blev vittne till hur ett barn dog av undernäring. Han inledde då en hungerstrejk för att förmå myndigheterna att agera mot missförhållandena. Efter åtta dagar lovade man att starta ett program med nödhjälpsarbeten - arbetslösheten var omfattande - och han kunde avbryta hungerstrejken. Just denna metod, hungerstrejk, skulle han använda flera gånger. ”Siciliens Gandhi”, som han kallats, kom att ägna resten av sitt liv till att på olika sätt arbeta mot nöd och apati. Danilo Dolci avled i Trappeto 1997. 

## Verksamhet
Dolci och hans medarbetare slogs på många fronter samtidigt: hunger, sjukdom, analfabetism, arbetslöshet, jorderosion, maffia-våld, politisk korruption och framför allt mot befolkningens uppgivenhet. Grundläggande var principen om icke-våld och att arbeta med befolkningen, inte bara för befolkningen. Man använde metoder som demonstrationer, strejker, manifest, petitioner, ”mass-hungerstrejker” och rättsliga åtgärder. 
1955 genomförde man en mycket uppmärksammad ”omvänd strejk”. Dolci ledde en grupp arbetslösa män som helt oavlönat, och trots order från polisen, lagade en väg. Aktionen och den rättegång som följde fick stor publicitet och satte fokus på problemen med arbetslöshet. Dolci själv dömdes till fängelse i femtio dagar.
1958 kunde man öppna ett centrum för social utveckling, Centro di studi e iniziative, i staden Partinico öster om Trappeto. Centret kom att syssla med demokratiutveckling, främjande av kooperativ, initiera forskning inom jordbruk, skogsplantering, hälsovård, politik och maffians struktur. Man lyckades få ekonomiskt stöd från organisationer såväl inom Italien som internationellt. 
Ett annat projekt gällde bevattning. Dolcis team lyckades förmå myndigheterna att anslå pengar till att bygga en fördämning i floden Jato, så att vattnet skulle kunna tillvaratas för bevattning. Trots detta hände inget på grund av motstånd från jordägare och från maffian. Efter hårt arbete och ännu en hungerstrejk kom bygget igång.
1965 offentliggjorde Danilo Dolci och hans medarbetare Franco Alasia resultat från undersökningar som pekade på kopplingar mellan högt uppsatta politiker och maffian. Dolci och Alasia stämdes för förtal och dömdes till fängelse i två respektive ett och ett halvt år villkorligt.

## Författarskap, resor och utmärkelser
En viktig del av Danilo Dolcis arbete var hans författarskap. Dolci skrev reportage, polemik och inte minst poesi. Han och hans medarbetare gjorde intervjuer med befolkningen som sammanställdes till böcker. En sökning i WorldCat ger över 110 titlar på italienska. Många översattes till andra språk. Den första svenska boken var Röster från Palermo (1959). Totalt finns nio titlar på svenska.
Dolci var också en flitig resenär. Dolci menade att problemen och möjligheterna på Sicilien hade mycket gemensamt med vad som fanns i utvecklingsländer runt om i världen. I boken Verso un mondo nuovo (1965, Mot en ny värld 1966) skildrar han resor till Sovjetunionen, Jugoslavien, Senegal och Ghana. Han besökte Sverige flera gånger. Genom böckerna och resorna spreds kunskap om Dolcis projekt och idéer till många länder. I flera länder bildades sällskap för att stödja verksamheten, bland annat i Sverige 1958 och i Finland. Dolci fick själv motta utmärkelser, t.ex Lenins fredspris 1958, det svenska Sokratespriset 1970 och det danska Sonningpriset 1971. På 1960-talet nominerades han flera gånger till Nobels fredspris, något han dock aldrig fick.

## Utbildningsprojekt
Dolcigruppens arbete kom från slutet av 1960-talet allt mer att handla om utbildning. 1968 öppnades Borgo di Dio utanför Treppeto, en ”folkhögskola” för utbildning av lärare och projektledare. 1975 öppnades en förskola för 90 barn i utkanten av Partinico. Avsikten var att den senare skulle byggas ut till en skola för barn upp till fjorton års ålder. Pedagogiken hämtade inspiration från Maria Montessori och Jean Piaget och betonade personlighetsutveckling, konst och musik.

## Kritik mot Danilo Dolci
Mot slutet av 1960-talet ändrade Dolci inriktning från direkta konkreta aktioner till en mer långsiktigt visionär strategi. Han var influerad av utopister och anarkister som Proudhon, Krapotkin och Mazzini och ville skapa en ny människa med ny moral. Medlet var utbildning. Detta ledde till intern kritik i rörelsen. Man menade bland annat att Dolci lade för stor vikt vid uppbyggnaden av skolan till förfång för annan verksamhet. Kritikerna menade också att Dolci uppträdde auktoritärt, att han inte tog hänsyn till andra. Rörelsen på Sicilien delades i två autonoma centra, ett i Partinico under ledning av Dolci och ett annat i Partanna under ledning av Lorenzo Barbera. Även den svenska stödkommittén delades.